# Ле-Ом
Ле-Ом (фр. Le Hom) — муніципалітет у Франції, у регіоні Нижня Нормандія, департамент Кальвадос. Ле-Ом утворено 1 січня 2016 року шляхом злиття муніципалітетів Комон-сюр-Орн, Кюрсі-сюр-Орн, Амар, Сен-Мартен-де-Саллан i Тюрі-Аркур. Адміністративним центром муніципалітету є Тюрі-Аркур. Населення — 3593 особи (01.01.2021).

## Персоналії
- П'єр Ґренґуар (1475—1539) — середньовічний французький поет і автор народних фарсів, один з «великих риториків».